# 遠藤康
遠藤 康（えんどう やすし、1988年4月7日 - ）は、宮城県仙台市出身の元プロサッカー選手。現役時代のポジションはミッドフィールダー（サイドハーフ、オフェンシブハーフ、ボランチ）、フォワード（トップ下）。

## 来歴

### プロ入り前
3歳年長の兄が所属していた少年サッカークラブ、なかのフットボールクラブでサッカーに触れるようになり、6歳の時に同クラブに正式に入団した。小学校5年次、クラブ代表の小幡忠義の勧誘を受け、2001年に塩釜FCジュニアユースに入団。中学3年次の2003年にはU-16宮城県トレセンに、当時FCみやぎバルセロナジュニアユース所属だった香川真司とともに選出されて同年度のカメイカップに出場した。
2004年にユースチームに昇格（宮城･塩釜高）。高校1年次はシーズン途中からトップチームにも登録されて東北社会人サッカーリーグで試合に出場。翌2005年度は全試合でスタメン出場した。2005年には香川とともにU-18東北選抜チームに選出されて仙台カップ国際ユースサッカー大会に出場し、U-18日本代表チームとの試合で5-2で勝利した。翌2006年は日本代表チームの一員として同大会に参加し、この大会の後で鹿島アントラーズから入団のオファーを受けた。同年には国民体育大会成年男子宮城県選抜チームに選出されて兵庫県で開催されたのじぎく兵庫国体に出場した。

### 鹿島アントラーズ
2006年11月に加入内定が発表された 後、2007年に鹿島アントラーズに入団。同年3月21日のヤマザキナビスコカップ第1節アルビレックス新潟戦で公式戦に初出場した。4-4-2のボックス型フォーメーションを採用する鹿島のチーム事情のため、トップ下でのプレーを希望していたが、「サイドに張ってクロスを上げる役割 を任された。同年度はリーグ戦2試合に出場した。
2010年より出番を徐々に増やし、3月9日のACL第2節・韓国の全北現代戦でプロ初得点を記録。2012年は自己最多のリーグ戦32試合に出場した。
2014年、柴崎岳とともに、常陽銀行の9代目イメージキャラクターに就任。リーグ戦では初の2桁得点を記録し、この年のJリーグ優秀選手賞を受賞した。
2017年2月18日、FUJI XEROX SUPER CUPの浦和レッズ戦では2得点をきめて優勝に貢献した。7月5日、第17節のガンバ大阪戦では決勝点をきめて首位浮上に貢献した。
2018年も前年に続き右サイドハーフで定位置を掴み、キャプテンの小笠原満男がメンバーから外れることが多くなっていたため、小笠原に代わってキャプテンマークを着ける試合が多くなった。ACL決勝ペルセポリスFC戦では怪我もあって控えからチームを見守る形となったが、鹿島の史上初のACL優勝に貢献した。
2019年は前年と打って変わって出場機会に恵まれない時期が続いた。そんな中で9月1日、J1リーグ第25節の清水エスパルス戦ではFWで起用されると1得点1アシストの活躍を見せた。以降、高いキープ力と技術、広い視野、パスセンスを生かしFWでの起用も多くなっている。この年の出場はここ5年の中で1番少ない13試合に留まった。
2020年シーズン、昨年より少しずつ出場機会を増やしトップ下(STとも言える位置)で起用され攻撃の起点として存在感を見せている。8月1日の大分トリニータ戦ではワントップを務めハットトリックを達成したエヴェラウドから「すごく経験のある選手で、ボールを持ったときの技術がずば抜けていると思います。かなり高いレベルでいろいろと僕が要求するやってほしいことをやってくれるので、すごくありがたいです」と評価された。

### ベガルタ仙台
2021年12月25日、地元のベガルタ仙台に完全移籍を発表した。在籍1年目は第2節の水戸ホーリーホック戦で決勝ゴールを決め「ふくらはぎパフォーマンス」もしてサポーターの心を掴んだ。2年目に地元TV局の番組であるヒーローインタビューに出演した際に、鹿島で沢山のタイトルを獲った経験を顧みて「勝ってタイトルを取る事が常勝軍団になる為に重要です」と説いた。
連載コラム「絶康調」 も始めて3年目からはキャプテンを務めたが 怪我の影響で1試合のみの出場に留まり、2024年11月8日、現役引退することが発表された。ホーム最終戦後に設けられた引退セレモニーでは「いつか終わりが来ると思っていたけど、地元の仙台でこういう機会を設けていただけて感謝しています。」と、家族から花束を受け取り涙を浮かべながら述べた。そして「サッカー選手ではなくなりますが、宮城県になにかしらの恩返しをこれからも絶対にしていきたい」とも述べて、生まれ育った街にも感謝した。

### 日本代表
2003年にU-15日本代表に、翌2004年にはU-16日本代表に選出されてモンテギュー国際ユース大会や北海道国際ユース大会に出場したが、AFC U-17選手権2004に出場する代表チームには選出されなかった。2006年にはU-18日本代表に選出されて仙台カップに出場。2007年2月にはU-20日本代表候補に選出されてトレーニングキャンプに参加した。
2015年5月7日、日本代表候補トレーニングキャンプ（5/12～13＠千葉）メンバーに初選出された。同年5月3日の事前記者会見にてバヒド・ハリルホジッチ監督は遠藤の選出理由について「遠藤康はクラブとポジションが異なるが、真ん中(での起用)を考えている。テクニックのクオリティーが高く、少し中村俊輔に似ているかなと思う。フィジカルに成長の余地はあるが、興味深い選手だ。」とコメントしている。また同年5月11日の報道陣の取材にて遠藤についてハリルホジッチ監督は「右サイドでプレーすることが多いと思うんですけど、FWの後ろでプレーしたらどうなるのか」「左足のテクニックも素晴らしく、プレーのビジョンやパスも素晴らしい。彼も他の部分を向上させることができるということで呼びました」と遠藤を評価した。7月11日、引き続き東アジア杯の日本代表予備登録メンバーに選出された。
2017年3月25日、ロシアＷ杯アジア最終予選の予備登録メンバーに選出されたが、本大会のメンバーからは外れた。

## 所属クラブ
- なかのFC
- 2001年 - 2003年 塩釜FCジュニアユース
- 2004年 - 2006年 塩釜FCユース
- 2007年 - 2021年  鹿島アントラーズ
- 2022年 -   ベガルタ仙台

## 個人成績
| 国内大会個人成績 | 国内大会個人成績 | 国内大会個人成績 | 国内大会個人成績 | 国内大会個人成績 | 国内大会個人成績 | 国内大会個人成績 | 国内大会個人成績 | 国内大会個人成績 | 国内大会個人成績 | 国内大会個人成績 | 国内大会個人成績 |
| 年度             | クラブ           | 背番号           | リーグ           | リーグ戦         | リーグ戦         | リーグ杯         | リーグ杯         | オープン杯       | オープン杯       | 期間通算         | 期間通算         |
| 年度             | クラブ           | 背番号           | リーグ           | 出場             | 得点             | 出場             | 得点             | 出場             | 得点             | 出場             | 得点             |
| 日本             | 日本             | 日本             | 日本             | リーグ戦         | リーグ戦         | リーグ杯         | リーグ杯         | 天皇杯           | 天皇杯           | 期間通算         | 期間通算         |
| ---------------- | ---------------- | ---------------- | ---------------- | ---------------- | ---------------- | ---------------- | ---------------- | ---------------- | ---------------- | ---------------- | ---------------- |
| 2004             | 塩釜             |                  | 東北1部          |                  |                  | -                | -                | -                | -                |                  |                  |
| 2005             | 塩釜             |                  | 東北1部          | 12               | 0                | -                | -                | -                | -                | 12               | 0                |
| 2006             | 塩釜             |                  | 東北1部          |                  |                  | -                | -                | -                | -                |                  |                  |
| 2007             | 鹿島             | 25               | J1               | 2                | 0                | 3                | 0                | 0                | 0                | 5                | 0                |
| 2008             | 鹿島             | 25               | J1               | 0                | 0                | 0                | 0                | 0                | 0                | 0                | 0                |
| 2009             | 鹿島             | 25               | J1               | 2                | 0                | 0                | 0                | 1                | 0                | 3                | 0                |
| 2010             | 鹿島             | 25               | J1               | 19               | 2                | 1                | 0                | 3                | 1                | 23               | 3                |
| 2011             | 鹿島             | 25               | J1               | 30               | 3                | 3                | 0                | 1                | 0                | 34               | 3                |
| 2012             | 鹿島             | 25               | J1               | 32               | 6                | 10               | 2                | 5                | 3                | 47               | 11               |
| 2013             | 鹿島             | 25               | J1               | 28               | 7                | 7                | 0                | 3                | 2                | 38               | 9                |
| 2014             | 鹿島             | 25               | J1               | 30               | 10               | 5                | 1                | 1                | 0                | 36               | 11               |
| 2015             | 鹿島             | 25               | J1               | 32               | 6                | 5                | 2                | 1                | 0                | 38               | 8                |
| 2016             | 鹿島             | 25               | J1               | 25               | 3                | 3                | 1                | 4                | 0                | 32               | 4                |
| 2017             | 鹿島             | 25               | J1               | 22               | 2                | 2                | 0                | 2                | 0                | 26               | 2                |
| 2018             | 鹿島             | 25               | J1               | 20               | 4                | 4                | 0                | 5                | 1                | 29               | 5                |
| 2019             | 鹿島             | 25               | J1               | 12               | 1                | 2                | 0                | 3                | 0                | 17               | 1                |
| 2020             | 鹿島             | 25               | J1               | 27               | 1                | 1                | 0                | -                | -                | 28               | 1                |
| 2021             | 鹿島             | 25               | J1               | 23               | 1                | 9                | 0                | 3                | 2                | 35               | 3                |
| 2022             | 仙台             | 50               | J2               | 32               | 5                | -                | -                | 1                | 0                | 33               | 5                |
| 2023             | 仙台             | 50               | J2               | 15               | 1                | -                | -                | 0                | 0                | 15               | 1                |
| 2024             | 仙台             | 50               | J2               | 1                | 0                | 0                | 0                | 0                | 0                | 1                | 0                |
| 通算             | 日本             | 日本             | J1               | 304              | 46               | 55               | 6                | 32               | 9                | 391              | 61               |
| 通算             | 日本             | 日本             | J2               | 48               | 6                | 0                | 0                | 1                | 0                | 49               | 6                |
| 通算             | 日本             | 日本             | 東北1部          | 12               | 0                | -                | -                | -                | -                | 12               | 0                |
| 総通算           | 総通算           | 総通算           | 総通算           | 349              | 51               | 55               | 6                | 32               | 9                | 436              | 66               |

その他の公式戦
- 2010年
  - FUJI XEROX SUPER CUP 1試合0得点
- 2016年
  - Jリーグチャンピオンシップ 3試合0得点
- 2017年
  - FUJI XEROX SUPER CUP 1試合2得点

| 国際大会個人成績 | 国際大会個人成績 | 国際大会個人成績 | 国際大会個人成績 | 国際大会個人成績 | FIFA      | FIFA      |
| 年度             | クラブ           | 背番号           | 出場             | 得点             | 出場      | 得点      |
| AFC              | AFC              | AFC              | ACL              | ACL              | クラブW杯 | クラブW杯 |
| ---------------- | ---------------- | ---------------- | ---------------- | ---------------- | --------- | --------- |
| 2008             | 鹿島             | 25               | 1                | 0                | -         | -         |
| 2009             | 鹿島             | 25               | 0                | 0                | -         | -         |
| 2010             | 鹿島             | 25               | 6                | 2                | -         | -         |
| 2011             | 鹿島             | 25               | 5                | 0                | -         | -         |
| 2015             | 鹿島             | 25               | 6                | 1                | -         | -         |
| 2016             | 鹿島             | 25               | -                | -                | 4         | 2         |
| 2017             | 鹿島             | 25               | 6                | 1                | -         | -         |
| 2018             | 鹿島             | 25               | 7                | 1                | 3         | 0         |
| 2019             | 鹿島             | 25               | 7                | 0                | -         | -         |
| 通算             | AFC              | AFC              | 38               | 5                | 7         | 2         |

その他の国際公式戦
- 2012年
  - スルガ銀行チャンピオンシップ 1試合0得点
- 2013年
  - スルガ銀行チャンピオンシップ 1試合0得点
- 2019年
  - AFCチャンピオンズリーグ・プレーオフ 1試合0得点

出場歴
- 公式戦初出場 - 2007年3月21日 ナビスコ杯第1節 vsアルビレックス新潟（東北電力ビッグスワンスタジアム）
- 公式戦初得点 - 2010年3月9日 ACL第2節 vs全北現代 (全州ワールドカップ競技場)
- 公式戦初ハットトリック - 2012年9月8日 天皇杯2回戦 vs筑波大学 (カシマスタジアム)
- Jリーグ初出場 - 2007年4月7日 J1第5節 vs大宮アルディージャ（カシマサッカースタジアム）
- Jリーグ初得点 - 2010年3月27日 J1第4節 vsモンテディオ山形（カシマサッカースタジアム)

## タイトル

### クラブ
鹿島アントラーズ
- Jリーグ：4回（2007年、2008年、2009年、2016年）
- Jリーグカップ：3回（2011年、2012年、2015年）
- 天皇杯：3回（2007年、2010年、2016年）
- FUJI XEROX SUPER CUP：3回（2009年、2010年、2017年）
- スルガ銀行チャンピオンシップ：2回（2012年、2013年）
- AFCチャンピオンズリーグ：1回（2018年）

## 代表歴
- U-12宮城県トレセン
- U-16宮城県トレセン（2003年）[1]
- U-15日本代表（2003年）
- U-16日本代表（2004年）
- JFAナショナルトレセンU-16 （2004年）
- U-18東北選抜（2004, 2005年）
- 国民体育大会成年男子宮城県選抜（2006年）
- U-18日本代表（2006年）
- 日本代表候補（2015, 2016, 2017年）